# ガッチャ
ガッチャ (Gotcha) は、1973年にAtariによって製造・発売されたアーケードゲームである。

## 概要

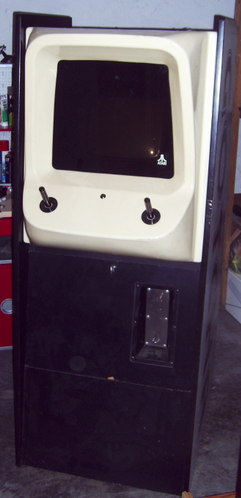
ガッチャの筐体(後期版)

ガッチャは、ポン、スペース・レースそしてポン・ダブルスに続くアタリの四作目のゲームである。これは世界初の迷路アーケード・ゲームであり、非常に初期のゲームであり、Death Raceのような他の初期のゲームよりも数年遡る。このゲームの目的は、画面上の２人のプレイヤーがお互いを見つけて落ち合い、迷路のゴールを目指すことである。
このゲームには様々な議論がある。その一つは、ゲームのコントローラの見た目に起因している。ゲームの動作をコントロールするために握られるコントローラは、ジョイスティックではなく、ピンクのラバーの出っ張りであり、これは乳房を意味していた。これはアタリのあるメンバーがジョークとして、ジョイスティックがファルスに不思議なほど似ていると話したことに始まる。これをきっかけに、"女性ゲーム"を作ることが決定され、このゲームはこれ以降アタリのスタッフに"おっぱいゲーム"と呼ばれることとなった。後期のバージョンのキャビネットのコントロールは標準的なジョイスティックに置き換えられた。その他の議論として、その販促チラシは女性を捕まえている男性が特徴的に描かれていた。その結果、このゲームは大衆にあまり広まらなかった。